# Aristaenetus (Konsul 404)
Aristaenetus (altgriechisch Άρισταίνετος, Aristainetos) war ein spätantiker oströmischer Politiker zum Ende des 4. und Beginn des 5. Jahrhunderts.
Aristaenetus war der Sohn des Bassianus, Notarius um das Jahr 371, und der Prisca. Sowohl sein väterlicher Großvater Thalassius als auch sein mütterlicher Großvater Helpidius waren Prätorianerpräfekten des Ostens. Er war mit den Redner Libanios verwandt und war sein Schüler. Möglicherweise war er ein Heide.
Aristaenetus unterstützte Rufinus und wurde durch dessen Einfluss in der zweiten Hälfte des Jahres 392 zum Stadtpräfekten von Konstantinopel ernannt. Libanios feierte dies in blumigen Worten: „In dem, was über dich gesagt wurde, sprach man von deiner Gerechtigkeit, deinem Streben nach Ruhm, deiner Geringschätzung von Reichtum und davon, dass du mit vielen Ehrenkränzen ausgezeichnet wurdest: teils von der großen Ratsversammlung, teils vom besonnenen Volk, teils vom göttlichen Mund.“ „Du bist Bürger der größten Stadt geworden.“ Seine Amtszeit war kurz, da sein Vorgänger Proculus am 25. Juni 392 im Amt war und sein Nachfolger Aurelianus am 27. Februar 393.
Im Jahr 393 besuchte er Antiochia aus einem bestimmten Anlass. Im Jahr 404 wurde er zum Konsul ernannt, zusammen mit dem Kaiser Honorius, seine Position wurde jedoch im Westen vom Heermeister Stilicho nicht anerkannt.